# Station Panama
La station Panama est une station du Réseau express métropolitain (REM) de la Région métropolitaine de Montréal. Elle est située au centre de l’autoroute 10, entre le boulevard Pelletier et le boulevard Taschereau, dans la ville de Brossard, Agglomération de Longueuil sur le territoire de la région Montérégie au Québec.
La station est ouverte le 29 juillet 2023, lors de la mise en service de la première section du REM.

## Situation sur le réseau

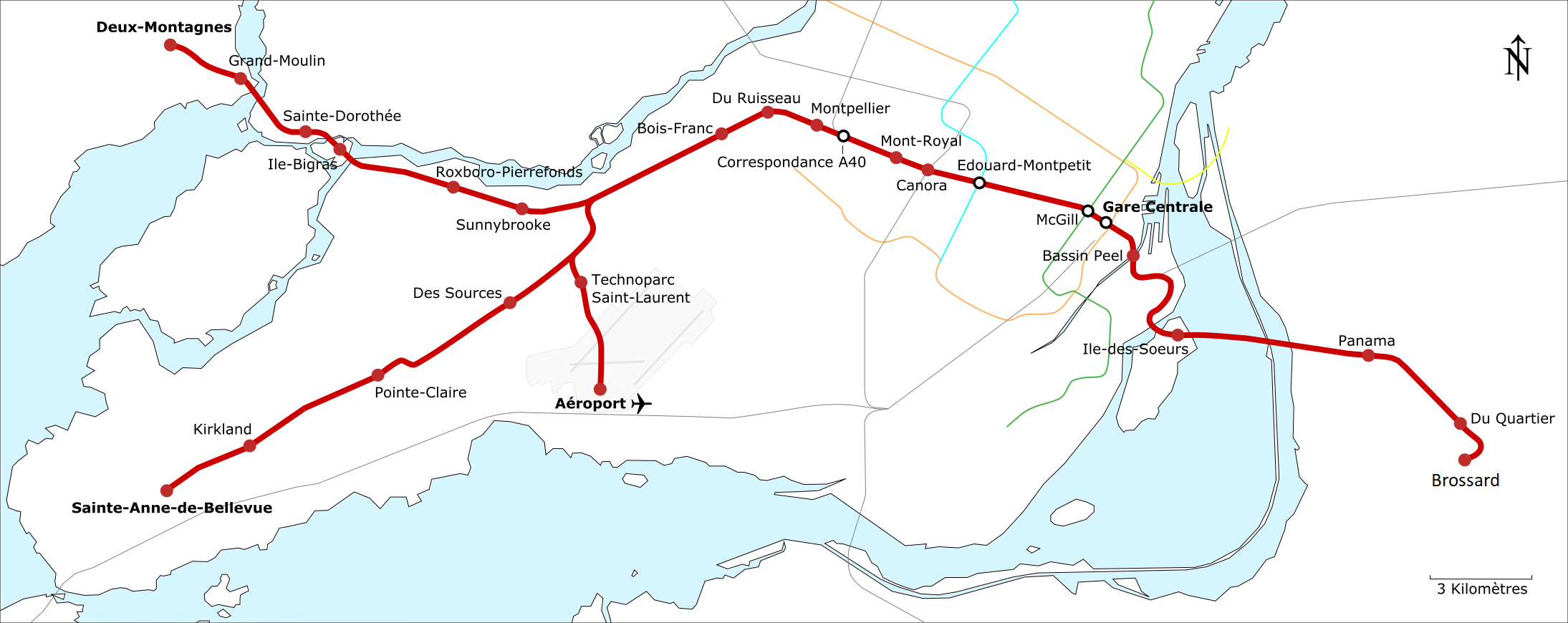
Plan du réseau express métropolitain (version du 2 août 2023).

Établie en surface, la station Panama est située sur le tronçon principal de la ligne du Réseau express métropolitain, entre la station Du Quartier, en direction du terminus est station Brossard, et la station Île-des-Sœurs en direction de la station incluse dans la Gare centrale de Montréal, terminus ouest provisoire.

## Histoire

### Terminus Panama
Bien que la station Panama ait ouvert ses portes le 29 juillet 2023, son histoire remonte à l'ouverture du pont Champlain entre juin 1962 et 1967. Le pont Champlain est l'un des quatre ponts reliant Montréal et la Rive-Sud, avec les ponts Jacques-Cartier, Victoria et Honoré-Mercier. Il s'agit d'une travée à trois voies dans chaque direction qui mènent directement vers l'Île-des-Sœurs et le centre-ville de Montréal, ce qui en fait le pont à travée unique le plus fréquenté au Canada avec 59 millions passages annuellement.
À l'époque, Brossard était desservie par Chambly Transport, une compagnie d'autobus urbains fondée en 1946, qui exploitait également ailleurs dans la Rive-Sud, notamment à Boucherville, Greenfield Park, Le Moyne, Longueuil, Saint-Hubert et Saint-Lambert. En 1971, l'Assemblée nationale du Québec a adopté la Loi constituant la Commission de transport de la Rive-Sud de Montréal (CTRSM) englobant huit municipalités : Boucherville, Brossard, Greenfield Park, Longueuil, LeMoyne, Saint-Hubert, Saint-Lambert et Notre-Dame. La CTRSM a été ensuite créée le 1er juillet 1974.
En 1978, le pont Champlain a été le premier au Québec à inaugurer une voie réservée à contresens, et une première sur un pont en Amérique du Nord, alors que de plus en plus de passagers faisaient la navette entre la Rive-Sud et l'île de Montréal. En plus, les bus express vers le centre-ville de Montréal, qui ne fonctionnaient auparavant que pendant les heures de pointe, ont commencé à circuler pendant les heures creuses en 1986, avec la ligne 45 reliant Brossard au centre-ville de Montréal. L'afflux d'autobus sur le pont Champlain a également mené à l'ouverture du troisième terminus de la STRSM à Brossard en 1986, le terminus Panama.

### Réseau express métropolitain
L'idée de faire passer une ligne de transport structurant sur le pont Champlain est discutée depuis les années 1980. En avril 1986, lorsque le ministère des Transports du Québec a construit une voie réservée aux autobus sur le pont Champlain, une alternative a été envisagée : une nouvelle ligne de métro entre Brossard et Montréal. Le plan prévoyait un prolongement souterrain de la ligne verte du métro de la station Charlevoix jusqu'à l'île des Sœurs et Brossard, mais comme la fréquentation n'était pas très élevée à l'époque et que le coût était important, le ministère a opté pour la construction d'une voie réservée.
En 1999, dans le même esprit, les Ponts Jacques Cartier et Champlain, une société fédérale responsable de ces deux ponts, a proposé un monorail le long du pont Champlain, du centre-ville à Brossard. L'Agence métropolitaine de transport, créée en 1996 pour le transport collectif de la métropole, a dépensé 22 millions de dollars entre 2000 et 2015 pour étudier la faisabilité de la mise en place d'un système de métro léger similaire au SkyTrain de Vancouver,. À la même époque, les gouvernements fédéral et provincial cherchaient un nouveau moyen de relier Montréal et Brossard avant le remplacement du pont Champlain. Après plusieurs essais et erreurs, ils ont opté pour une ligne de métro léger sur le nouveau pont Champlain.
Le 22 avril 2016, le maire de Montréal et la Caisse de dépôt et placement du Québec (CDPQ) ont officiellement annoncé le projet du Réseau électrique métropolitain (REM). Le REM, une ligne de métro automatisée et sans conducteur de 67 kilomètres de long, reliera Brossard, l'aéroport international Pierre-Elliott-Trudeau de Montréal, l'Ouest-de-l'Île et Deux-Montagnes, sur la Rive-Nord, via la Gare centrale de Montréal. Le nom a été changé en Réseau express métropolitain à mi-chemin de la conception, et la première pelletée de terre a été posée le 12 avril 2018.
En septembre 2018, 500 places de stationnement sont fermées pour permettre la construction d'un stationnement et un terminus temporaires. Le stationnement temporaire a été mis en service en novembre 2019, et le terminus temporaire a été aménagé en juin 2020. En même temps, les voies réservées aux autobus au milieu de l'autoroute 10 et le tunnel menant au terminus Panama ont été fermés pour la construction de la station.
Les premières voies du REM sont posées à Brossard en 2020, et elles sont ensuite allongées vers le centre-ville de Montréal. Vers 2021, l'extérieur de la station est effectivement complété et la finition intérieure était en cours. Ainsi, des premiers tests du matériel roulant ont été effectués sur la Rive-Sud. À la fin de 2022, la plupart des travaux dans la station et sur les voies étaient terminés et la ligne entre Brossard et la Gare centrale a été alimentées. Les essais sur la ligne électrifiée ont commencé en juillet 2022 et, après des retards de construction, la ligne de transport en commun rapide a été ouverte le 29 juillet 2023, avec un service commercial commençant le 31 juillet,,.
Avec l'ouverture de la station Panama, tous les autobus du Réseau de transport de Longueuil (RTL) et d'Exo, qui desservaient le terminus Centre-ville et le terminus Mansfield en passant par le pont Samuel-De Champlain, se terminent au terminus Panama à partir du 31 juillet 2023,. Ainsi, la refonte du réseau du RTL est en service le 21 août 2023, ce qui modifie de nombreuses lignes de bus qui desservent le terminus Panama et augmente globalement la fréquence des autobus.

## Service aux voyageurs

### Accueil
L'édicule et les quais de la station sont accessibles aux fauteuils roulant au moyen d'ascenseurs. 200 espaces sont disponibles pour des vélos, dont 200 couverts. L'accès cyclable se fait par piste cyclable sur l’avenue Tisserand et une piste multifonctionnelle du côté nord de la station, permettant un accès de l’avenue Panama, du boulevard Taschereau et du boulevard Pelletier jusqu’au terminus Panama. Elle doit servir de terminus pour les autobus d'Exo et du RTL. Elle est accessible via le boulevard Taschereau, l'avenue Panama, le boulevard Pelletier, la rue Philippines et par des bretelles d'entrée et de sortie à partir de l'autoroute 10. Un dépose-minute, ainsi que des espaces pour les taxis et le transport adapté sont également aménagés. Un stationnement incitatif y est présent, avec au total 304 places, dont 6 espaces pour accès universel, 8 espaces réservés pour le covoiturage et 4 espaces avec bornes de recharge pour les voitures électriques,.
La billetterie métropolitaine de l'ARTM a ouvert ses portes dans l'édicule du terminus le 19 décembre 2023.

### Desserte
La station Panama est ouverte 20 heures par jour, 7 jours sur 7. La fréquence des trains évoluera de façon progressive, débutant lors de la mise en service par un passage toutes les 3,75 minutes aux heures de pointe, jusqu'à l'atteinte d'un passage toutes les 90 secondes à terme. La fréquence lors de la mise en service complète du réseau est prévue à toutes les 2 minutes et 30 secondes aux heures de pointe, et toutes les 5 minutes hors pointe.

### Intermodalité
La station dispose de 30 quais d'autobus, dont 28 dans le terminus d'autobus situé du côté nord de la station et qui remplace l'ancien terminus Brossard-Panama. Dès la mise en service du REM, il est devenu le plus grand terminus de transport en commun sur la Rive-Sud de Montréal, desservant l'agglomération de Longueuil et Brossard.

#### Réseau de transport de Longueuil
À partir du 21 août 2023, les lignes 5, 6, 13, 15, 30, 31, 33, 34, 37, 38, 41, 42, 43, 44, 46, 47, 49, 50, 54, 59, 60, 77 et 160 du RTL ont leur terminus à la station Panama.
| Circuit | Circuit                                             | Destinations                                                    | Quai(s)                              | Notes              |
| ------- | --------------------------------------------------- | --------------------------------------------------------------- | ------------------------------------ | ------------------ |
| 5       | Auteuil / mtée St-Hubert / Maisonneuve              | Boul. Gaétan-Boucher / Maisonneuve                              | 22                                   |                    |
| 6       | Victoria                                            | Terminus Longueuil (via la gare de Saint-Lambert)               | 27                                   |                    |
| 13      | Riverside / Secteurs P-V Brossard                   | Terminus Longueuil                                              | 26                                   |                    |
| 15      | Riverside / Alexandra / Churchill                   | Terminus Longueuil                                              | 26                                   |                    |
| 30      | Secteurs P-V Brossard                               | Station Panama (via les secteurs P et V de Brossard)            | 17                                   | Service de pointe  |
| 31      | Secteurs R-S-T Brossard / Saint-Laurent             | Place Saint-Charles                                             | 8                                    | Service en semaine |
| 33      | Secteurs M-N-O Brossard                             | Av. Oligny / Ch. des Prairies                                   | 17                                   | Service de pointe  |
| 34      | Secteur A Brossard / Bellevue                       | Garage de Saint-Hubert du RTL                                   | 16                                   | Service de pointe  |
| 37      | Simard / Du Béarn                                   | Boul. Simard / Boul. Plamondon                                  | 18                                   | Service de pointe  |
| 38      | Chevrier / Secteur B Brossard                       | Station Brossard                                                | 18                                   |                    |
| 41      | Rome / Milan                                        | Station Panama (via le boulevard de Rome et le boulevard Milan) | 22                                   | Service de pointe  |
| 42      | Gaétan-Boucher / Parc de la Cité                    | Pierre-Thomas-Hurteau / Louis-Hébert                            | 28                                   |                    |
| 43      | Milan / Rome                                        | Station Panama (via le boulevard Milan et le boulevard de Rome) | 23                                   | Service de pointe  |
| 44      | Secteurs M-N-O Brossard                             | Av. Naples / Boul. Napoléon                                     | 24                                   |                    |
| 46      | Secteurs R-S-T Brossard                             | Av. Stravinski / Boul. Rivard                                   | 27                                   | Service en semaine |
| 47      | Secteurs R-S-T Brossard                             | Station Brossard                                                | 21                                   |                    |
| 49      | Secteurs R-S Brossard                               | Boul. Rivard / Ch. des Prairies                                 | 20                                   |                    |
| 50      | Bienville / Orchard / Prince-Charles                | Prince-Charles / Ch. de Chambly                                 | 23                                   |                    |
| 54      | Tiffin / St-Georges / Taschereau                    | Terminus Longueuil                                              | 25                                   |                    |
| 59      | Montgomery / Gareau                                 | Boul. Gareau / Boul. Timber                                     | 16                                   | Service de pointe  |
| 60      | Milan / Gaétan-Boucher / Promenades St-Bruno        | Promenades Saint-Bruno                                          | 28                                   | Service en semaine |
| 77      | Taschereau / Coteau-Rouge / CÉGEP Édouard-Montpetit | Thurber / de Gentilly Est Cégep Édouard-Montpetit               | 2 (Dir. Brossard) 7 (Dir. Longueuil) |                    |
| 160     | Milan / Gaétan-Boucher / Centre-ville de St-Bruno   | Roberval / Boul. Clairevue Ouest                                | 28                                   |                    |

#### Exo Le RichelainetRoussillon
Plusieurs lignes d'autobus sur la Rive-Sud de Montréal terminent leur service au terminal adjacent à la station depuis le 31 juillet 2023. Dans le secteur Le Richelain et Roussillon, 6 lignes d'Exo desservent le terminus Panama, soit les lignes 453, 458, 459, 553, 650 et 651.
| Circuit | Circuit                                                     | Destinations                                                                               | Quai | Notes |
| ------- | ----------------------------------------------------------- | ------------------------------------------------------------------------------------------ | ---- | --- |
| 453     | La Prairie (Vieux-La Prairie) - Terminus Panama             | La Prairie De l'Industrie / Léon-Bloy Ouest                                                | 10   | - Vers Brossard en pointe du matin, et vers La Prairie en pointe de l'après-midi                                                            |
| 458     | La Prairie - Terminus Panama                                | La Prairie Terminus La Prairie                                                             | 11   | - Service de pointe |
| 459     | Candiac - Terminus Panama                                   | Candiac Terminus Montcalm-Candiac                                                          | 12   | - Service de pointe |
| 553     | Sainte-Catherine - Delson - Terminus Panama                 | Sainte-Catherine Saint-Laurent / de l'Union                                                | 15   | - Vers Brossard en pointe du matin, et vers Sainte-Catherine en pointe de l'après-midi                                                      |
| 650     | Delson - Candiac - La Prairie - Terminus Panama             | Delson Terminus Georges-Gagné (via le terminus La Prairie et le terminus Montcalm-Candiac) | 13   | |
| 651     | Delson - Candiac - La Prairie - Terminus Panama - Longueuil | Delson Terminus Georges-Gagné (via le terminus La Prairie et le terminus Montcalm-Candiac) | 13   | - Le service se termine au Cégep Édouard-Montpetit en semaine et à la station Panama en fin de semaine. - Aucun embarquement vers Longueuil |

#### Saint-Jean-sur-Richelieu
| Circuit | Destinations                      | Quai | Notes                                     |
| ------- | --------------------------------- | ---- | ----------------------------------------- |
| 96A     | Terminus Saint-Jean-sur-Richelieu | 14   | Via l'autoroute 30                        |
| 96L     | Terminus Saint-Jean-sur-Richelieu | 14   | Service local via le boulevard Taschereau |

## À proximité
- Cégep Saint-Jean-sur-Richelieu - Campus Brossard
- Mail Champlain
- Place Portobello